# OTE
OTE (греч. Οργανισμός Τηλεπικοινωνιών Ελλάδος - Организация телекоммуникаций Греции) — ведущая телекоммуникационная компания Греции.

## История
OTE была создана в 1949 году, на базе Анонимного греческого телефонного общества (Ανώνυμης Ελληνικής Τηλεφωνικής Εταιρείας, ΑΕΤΕ), созданной в 1926 году путём объединения нескольких государственных и частных компаний в сфере предоставления услуг телекоммуникаций. До этого телефонная связь, телеграф, местные и международные коммуникации были разрозненными и плохо скоординированными. В 1990 году OTE запустила в Греции доступ к интернету через dial-up. В 1992 году была создана Национальная комиссия по управлению телекоммуникациями и почтой. К 1998 году рынок телекоммуникаций в Греции оставался монополизированным OTE, пока компанию постепенно не приватизировали. В том же году в рамках ОТЕ был создан мобильный оператор Cosmote. С 2003 года ОТЕ запустила услугу широкополосного доступа в Интернет. В 2007 году Marfin Investment Group приобрела 20 % акций компании, а в марте 2008 продала свою долю немецкой Deutsche Telekom, которая позже увеличила свою долю до 25 % плюс один голос. В 2008 году в рамках ОТЕ был создан IPTV-оператор Conn-x TV, начав ретрансляцию эфирных телеканалов ЕРТ, Mega Channel, ANT1 и др., а также запустивший запустивший IPTV-телеканалы Conn-x TV Sports 1, Conn-x TV Sports 2, Conn-x TV Sports 3. В 2011 году Conn-x TV был переименован в ОТЕ TV, став одновременно оператором спутникового телевидения. С 31 июля 2009 года после продажи ещё 5 % уставного капитала ОТЕ Греческим государством компании Deutsche Telekom, их доля акций составляет соответственно 20 % и 30 %.
Долговой кризис в Греции негативно сказалась на состоянии компании OTE. Во втором квартале 2010 года доход OTE упал на 8,3 %. 4 февраля 2011 OTE подтвердила своё намерение и сообщила правительству Сербии о готовности продать свою долю (20 %) компании Telekom Srbija. Таким образом OTE ожидает получить не менее 560 млн евро. Продажа акций состоится в конце марта 2011 года.
13 мая 2010 OTE объявила о намерении делистинга акций на Нью-Йоркской фондовой бирже как одну из мер для сокращения эксплуатационных расходов, упрощения составления финансовых отчетов, а также повышения стоимости своих акций на Афинской фондовой бирже.

## Собственники и руководство

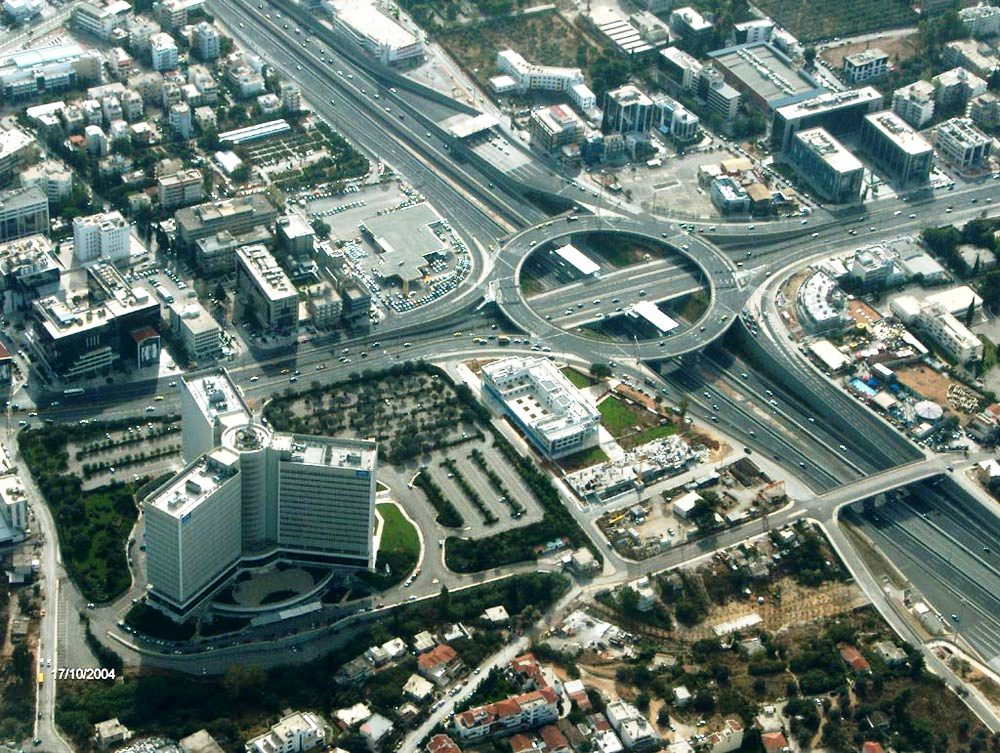
Штаб-квартира телекоммуникационной компании OTE

Ныне доля государства составляет 20 % акций компании, деятельность OTE регулируется Национальной комиссией по управлению телекоммуникациями и почтой (Εθνική Επιτροπή Τηλεπικοινωνιών και Ταχυδρομείων, EETT), члены которой назначаются Президиумом Парламента. Высший орган — собрание акционеров (Γενική Συνέλευση), между собраниями акционеров — Совет директоров (Διοικητικό Συμβούλιο), высшее должностное лицо — Генеральный директор (Διευθύνων Σύμβουλος). Башня OTE, расположенная на проспекте Кифисьяс, входит в число 20 самых высоких зданий Греции. OTE использует решения американской компании Telcordia.

## Сети
- Фиксированная телефония
- Мобильная телефония (Cosmote)
- Фиксированный Интернет
- Мобильный Интернет
- IPTV (OTE TV), ретранслирует эфирные и спутниковые FTA-телеканалы и имеет собственные телеканалы:
  - ΟΤΕ Cinema 1
  - ΟΤΕ Cinema 2
  - ΟΤΕ Cinema 3
  - ΟΤΕ Cinema 4
  - OTE Sport 1
  - OTE Sport 2
  - OTE Sport 3
  - OTE Sport 4
  - OTE Sport 5
  - OTE Sport 6
  - OTE Sport 7
  - OTE Sport 8

Кроме того вещают интерактивные версии каналов ΟΤΕ Cinema 1, ΟΤΕ Cinema 2 и ΟΤΕ Cinema 3.